# Акгаев, Ата
Ата Акгаев (19 ноября 1922, 3-й Ак-Ябский сельсовет, Мервский уезд, Туркменская область, Туркестанская АССР, РСФСР — 28 ноября 1998, Мары, Марыйский велаят, Туркменистан) — советский туркменский государственный и партийный деятель. Герой Социалистического Труда (1973).

## Биография
Родился в 1922 году на территории 3-го Ак-Ябского сельсовета Мервского уезда Туркменской области Туркестанской АССР (ныне — Сакарчагинский этрап Марыйского велаята Туркменистана). Член ВКП(б) с 1945 года.

### Образование
Окончил Высшую партийную школу при ЦК КПСС.
В 1971 в Туркменском государственном университете имени А. М. Горького защитил диссертацию на соискание учёной степени кандидата экономических наук. Тема диссертации: «Увеличение производства и повышение рентабельности сельскохозяйственной продукции в хозяйствах хлопковой специализации: на материалах Байрам-Алийского района Туркменской ССР».

### Трудовая деятельность
С 1940 года — на хозяйственной, общественной и политической работе. В 1940—1986 гг. — учитель средней школы, солдат в пограничных войсках, на комсомольской и партийной работе в Туркменской ССР, первый секретарь Марыйского горкома ЛКСМ Туркмении, первый секретарь Сакар-Чагинского райкома, секретарь парткома Байрам-Алийского производственного колхозно-совхозного управления, первый секретарь Байрам-Алийского райкома КП Туркменистана, председатель Марыйского облисполкома (1974—1976), первый секретарь Марыйского обкома КП Туркмении (1976—1985).
С 1985 — персональный пенсионер союзного значения, проживал в городе Мары. На пенсии руководил Госкино «Туркменфильм».
Депутат Совета Национальностей Верховного Совета СССР 10 (1979—1984) и 11 (1984—1989) созыва от Туркменской ССР.

## Награды
10 декабря 1973 года удостоен звания Героя Социалистического Труда за выполнение обязательств по увеличению продажи государству продуктов земледелия.